# جاسلین پوک
جاسلین پوک (انگلیسی: Jocelyn Pook؛ تلفظ: ‎/ˈdʒɒslɪn pʊk/‎؛ زادهٔ ۱۴ فوریهٔ ۱۹۶۰) آهنگساز و نوازندهٔ پیانو و ویولای اهل انگلستان است.
نقطهٔ عطف فعالیت حرفه‌ای او زمانی رخ داد که استنلی کوبریک قطعاتی از آلبوم سیل (Flood) او را در فیلم چشمان کاملاً بسته استفاده کرد. از آن پس تهیهٔ موسیقی متن فیلم‌های دیگری را هم بر عهده گرفت.
جاسلین پوک در آلبوم حرف‌های ناگفته (Untold Things) با همراهی پروین کاکس، خوانندهٔ ایرانی‌تبار، چند ترانه به زبان فارسی نیز تنظیم و ارائه کرده است.
از فیلم‌ها یا مجموعه‌های تلویزیونی که وی در آن‌ها نقش داشته‌است می‌توان به آنای آشفته اشاره نمود.